# Lijst van beelden in Voerendaal
Dit is een (onvolledige) chronologische lijst van beelden in Voerendaal. Onder een beeld wordt hier verstaan elk driedimensionaal kunstwerk in de openbare ruimte van de Nederlandse gemeente Voerendaal, waarbij beeld wordt gebruikt als verzamelbegrip voor sculpturen, standbeelden, installaties, gedenktekens en overige beeldhouwwerken.
Voor een volledig overzicht van de beschikbare afbeeldingen zie: Beelden in Voerendaal op Wikimedia Commons.
| Geplaatst | Omschrijving                           | Kunstenaar                     | Straat                      | Plaats     | Materiaal  | Afbeelding                  |
| --------- | -------------------------------------- | ------------------------------ | --------------------------- | ---------- | ---------- | --------------------------- |
| 1906      | Sint Remigius                          |                                | Schoolstraat                | Klimmen    |            |                             |
| 1923      | Heilig Hartbeeld                       | Firma Pohl und Esser           | Kerkplein                   | Voerendaal | Brons      |                             |
| 1928      | Heilig Hartbeeld                       | Atelier Thissen                | Klimmenderstraat / Vrijthof | Klimmen    | steen      |                             |
| 1928      | Heilig Hartbeeld                       | Atelier J.W. Ramakers en Zonen | Kerkstraat                  | Ubachsberg | Savonierre | Heilig Hartbeeld Ubachsberg |
| 1944      | Monument voor R.F.C.H. Le Chantre      |                                | Kunderberg                  | Voerendaal |            |                             |
| 19??      | Gedenksteen burgerslachtoffers         |                                | voormalig gemeentehuis      | Klimmen    | steen      |                             |
| 1948      | Verzetsmonument - Joris en de draak    | Eugène Laudy                   | Kerkplein                   | Voerendaal | keramiek   |                             |
| 1950      | Sint Barbara                           | Jean Weerts                    | Laurentiusplein             | Voerendaal |            |                             |
| 1954      | Mariabeeld                             |                                | Hunsstraat                  | Ubachsberg |            |                             |
| 1988      | De Haas                                | Sjef Drummen                   | Kerkstraat/Bernardusplein   | Ubachsberg |            | De Haas                     |
| 1989      | Vrijheid                               | Eugène Laudy                   | Vrijthof                    | Klimmen    |            |                             |
| 2004      | Vreemde vogels                         | Willemijn Heijboer             | Overheek                    | Klimmen    |            | Vreemde vogels              |
| 2010      | Herdenkingsmonument voor Juup Geraedts | W.H. Niks                      | Oude Schoolstraat           | Ubachsberg |            |                             |